# 石巻市立東浜小学校
石巻市立東浜小学校（いしのまきしりつ ひがしはましょうがっこう）は、宮城県石巻市にあった公立小学校。

## 学校教育目標
ふるさとを誇りに思い、感性豊かにたくましく生きる子供の育成

## 沿革
- 1955年 (昭和30年）4月1日 - 当時の荻浜村立荻浜小学校から独立して、開校。直後に石巻市との合併で石巻市立の小学校となる。
- 2011年（平成23年）3月11日 - 東日本大震災で校舎に大きな被害を受けた[2]。
- 2023年（令和5年）3月31日 - 石巻市立万石浦小学校と統合して閉校。

## 通学区域
- 牧浜、竹浜、狐崎浜、福貴浦[4]

## 卒業後の進路
- 石巻市立荻浜中学校[5]